# Urlaubsentgelt
Urlaubsentgelt nennt man das Arbeitsentgelt (Lohn, Gehalt), das während des Urlaubs eines Arbeitnehmers weiter bezahlt wird, obwohl er in dieser Zeit keine Arbeitsleistung erbringt (bezahlter Urlaub).
Zu unterscheiden ist das Urlaubsentgelt vom Urlaubsgeld, welches eine aus Anlass des Erholungsurlaubs zusätzlich zum regulären Arbeitsentgelt geleistete Zahlung bezeichnet, und von der Urlaubsersatzleistung, mit welcher der finanzielle Ausgleich für nicht in Anspruch genommene Urlaubsansprüche gemeint ist.

## Recht auf bezahlten Urlaub
Es gehört zu den Eigenschaften des Arbeitsrechts, dass nicht nur ein Urlaubsanspruch besteht, sondern dass während des Urlaubs auch das Arbeitsentgelt weiter ausbezahlt wird. Damit ist der Urlaub als vollwertiger Bestandteil der Arbeitsleistung zu sehen, in Form eines ununterbrochenen Jahresdienstverhältnisses. Urlaub ist somit im Rahmen des Arbeitsverhältnisses bezahlte Freizeit. Während des Urlaubs ist der Arbeitnehmer von der Pflicht zur Erbringung seiner Arbeitsleistung befreit, hat aber dennoch Anspruch auf Fortzahlung des Entgelts. Dabei bemisst sich der Anspruch im Allgemeinen danach, was er bekommen hätte, wenn er gearbeitet hätte, das heißt, der Arbeitnehmer „darf durch das Konsumieren von Urlaub während dieses Zeitraumes keinen unmittelbaren finanziellen Nachteil erleiden.“ (Ausfallsprinzip).
Damit unterscheidet sich der Urlaub von Arbeitsfreistellungen (Karenzen), wie Mutterschaftskarenz, Väterkarenz oder Bildungsurlaub, in denen das Arbeitsverhältnis zwar aufrecht bleibt, das Entgelt aber nicht in voller Höhe oder nicht vom Dienstgeber ausbezahlt wird.
Entstanden ist das Konzept des bezahlten Urlaubs um die Wende 19./20. Jahrhunderts, wo es eines der zentralen Anliegen der Arbeiterbewegung darstellte. 1903 erwirkte der Zentralverband der deutschen Brauereiarbeiter zum ersten Mal ein tarifvertraglich zugestandenes Recht auf bezahlten Urlaub. 1911 erklärte der britische Trade Union Congress das Recht auf bezahlten Urlaub zu einem seiner Hauptziele.
Ab 1919 setzte sich das Internationale Arbeitsamt in Genf für Urlaub als Grundrecht ein. Rechtlich verankert wurde das Urlaubsentgelt mancherorts für gewisse Branchen schon in den Zeiten nach dem 1. Weltkrieg, und dann nach der UN-Menschenrechtscharta: International verbindlich wurde das Recht auf regelmäßigen bezahlten Urlaub (Artikel 7 d) im folgenden Internationalen Pakt über wirtschaftliche, soziale und kulturelle Rechte (UN-Sozialpakt, WSKR), 1966 beschlossen und 1976 in Kraft getreten. Diesem sind bis heute über 160 Staaten beigetreten. In Deutschland formt § Bundesurlaubsgesetz diesen Anspruch bereits seit 1983.

## Nationales

### Deutschland
Urlaubsentgelt bezeichnet das nach dem §11 des Bundesurlaubsgesetz (BUrlG) während des Urlaubs anstelle des Arbeitsentgelts zu bezahlende Entgelt.
§ 11 des Bundesurlaubsgesetzes:
- Absatz 1

Das Urlaubsentgelt bemisst sich nach dem durchschnittlichen Arbeitsverdienst, das der Arbeitnehmer in den letzten 13 Wochen vor dem Beginn des Urlaubs erhalten hat, mit Ausnahme des zusätzlich für Überstunden gezahlten Arbeitsverdienstes.
Bei Verdiensterhöhungen nicht nur vorübergehender Natur, die während des Berechnungszeitraums oder des Urlaubs eintreten, ist von dem erhöhten Verdienst auszugehen.
Verdienstkürzungen, die im Berechnungszeitraum infolge von Kurzarbeit, Arbeitsausfällen oder unverschuldeter Arbeitsversäumnis eintreten, bleiben für die Berechnung des Urlaubsentgelts außer Betracht.
Zum Arbeitsentgelt gehörende Sachbezüge, die während des Urlaubs nicht weitergewährt werden, sind für die Dauer des Urlaubs angemessen in bar abzugelten.
- Absatz 2

Das Urlaubsentgelt ist vor Antritt des Urlaubs auszuzahlen.

### Österreich
Das Urlaubsentgelt ist in Österreich im Urlaubsgesetz geregelt und umfasst „den Grundlohn/Grundgehalt sowie sonstige Entgeltbestandteile (z. B. Prämien, Provisionen, Akkordlöhne, Zulagen und Überstunden) im Durchschnitt der letzten voll gearbeitetem 13 Wochen. Aufwandsentschädigungen (wie Kilometergeld und Diäten) werden nicht eingerechnet.“
Das Urlaubsentgelt ist bei Antritt des Urlaubs für die ganze Urlaubsdauer im Voraus zu bezahlen. Abweichende Fälligkeiten können auch durch Kollektivvertrag festgelegt werden.